# Aquincum
Aquincum är en fornlämning i Ungern.   Den ligger i provinsen Budapest, i den centrala delen av landet, 7 km norr om huvudstaden Budapest. Aquincum ligger 85 meter över havet.
Terrängen runt Aquincum är platt österut, men västerut är den kuperad. Runt Aquincum är det mycket tätbefolkat, med 4 343 invånare per kvadratkilometer. Närmaste större samhälle är Budapest, 7,4 km söder om Aquincum. Runt Aquincum är det i huvudsak tätbebyggt.